# Diver Down
Diver Down – piąty album zespołu Van Halen wydany w 1982 roku.

## Lista utworów
1. „Where Have All The Good Times Gone?” – 3:03
2. „Hang'em High”” – 3:28
3. „Cathedral” – 1:22
4. „Secrets” – 3:27
5. „Intruder” – 1:40
6. „(Oh) Pretty Woman” – 2:54
7. „Dancing In The Streets” – 3:46
8. „Little Guitars (Intro)” – 0:42
9. „Little Guitars” – 3:49
10. „Big Bad Bill (Is Sweet William Now)” – 2:46
11. „The Full Bug” – 3:22
12. „Happy Trials” – 1:05

## Twórcy
- David Lee Roth – śpiew
- Eddie Van Halen – gitara prowadząca
- Michael Anthony – gitara basowa
- Alex Van Halen – perkusja
- Jan Van Halen – klarnet